# Tracey Cross
Tracey Nicole Cross (Bunbury, 4 de diciembre de 1972) es una nadadora con problemas de visión australiana. Ganó diez medallas en tres Juegos Paralímpicos, de 1992 a 2000.

## Vida personal
Cross nació en la ciudad de Bunbury (Australia Occidental), el 4 de diciembre de 1972. Es ciega de nacimiento; en una entrevista en el año 2000, dijo que la percepción de la luz que tenía en un ojo era «casi inútil». No participó en actividades deportivas en la escuela y empezó a nadar a la edad de 15 años. Al principio se tomó el deporte de forma casual, pero se lo tomó más en serio cuando descubrió que tenía una aptitud natural para la natación.
En 1994, obtuvo una licenciatura en derecho de la Universidad de Murdoch. Después de trabajar en ese campo durante algunos años, se convirtió en terapeuta de masajes; trabaja en una clínica de salud natural en West Perth. Cross desarrolló su pasión por el masaje después de sufrir una lesión en el cuello y el hombro mientras se entrenaba para los Juegos Paralímpicos de Sídney 2000.

## Carrera de natación

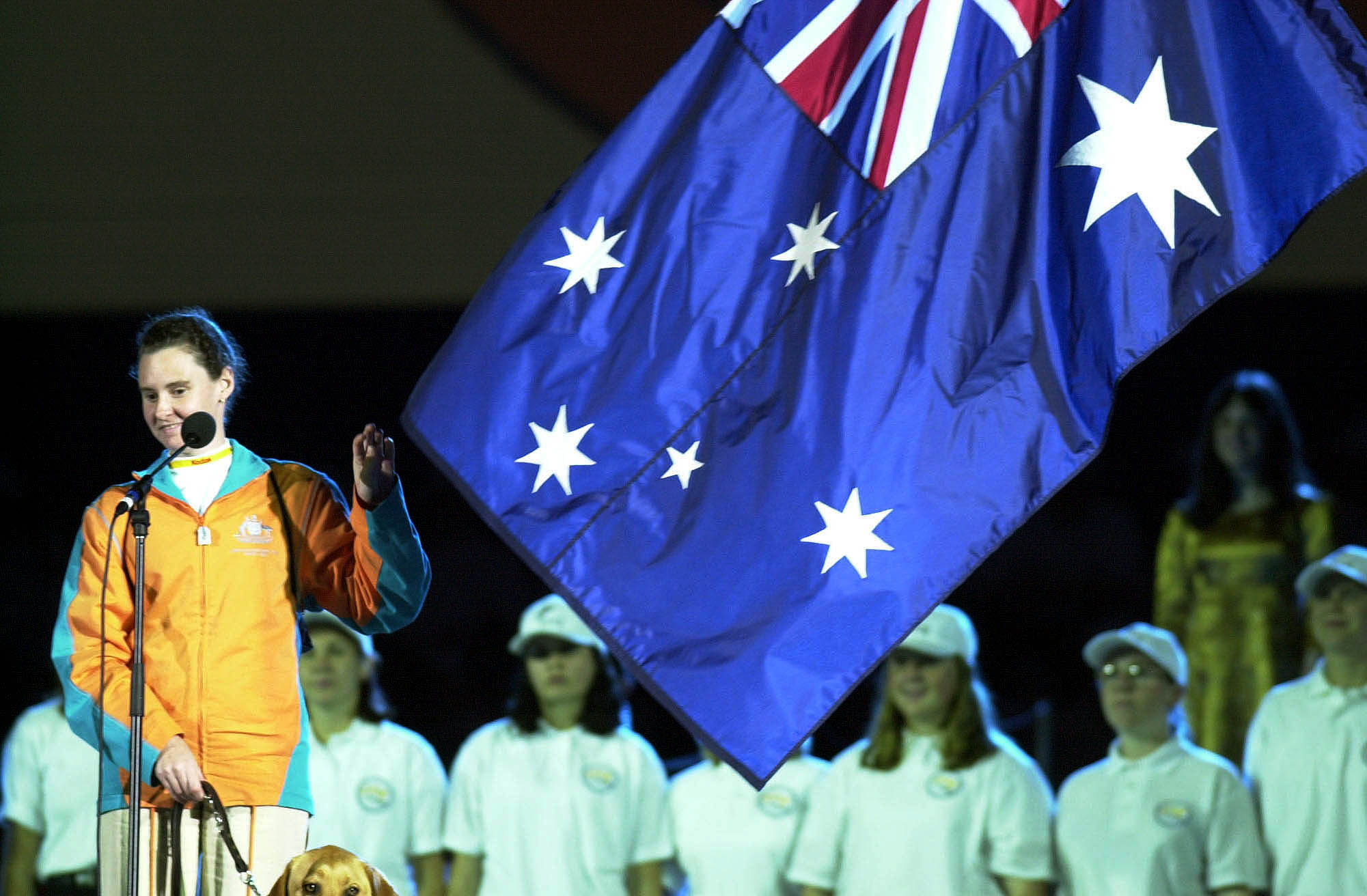
La nadadora australiana Tracey Cross toma el juramento oficial de atletas en la ceremonia de apertura de los Juegos Paralímpicos de Sídney 2000.

Cross ganó su primera medalla de oro internacional en los 400 m de estilo libre B1 en los Campeonatos y Juegos Mundiales para Discapacitados de 1990 en Assen, Países Bajos.
En los Juegos Paralímpicos de Barcelona 1992, ganó dos medallas de oro en los 100 metros libres de B1 y 400 metros libres de B1, y dos medallas de plata en los 100 metros de espalda de B1 y 200 metros de Medley de B1; también quedó cuarta en los 100 metros mariposa de B1,  y 50 metros libres de B1.
Ganó dos medallas de oro en los Juegos Paralímpicos de Atlanta 1996 en los 100 m mariposa B1 y los 200 m Medley B1, y una de plata en los 50 m estilo libre B1; también fue quinta en los 100 m mariposa B1, y séptima en los 400 m estilo Libre B2.

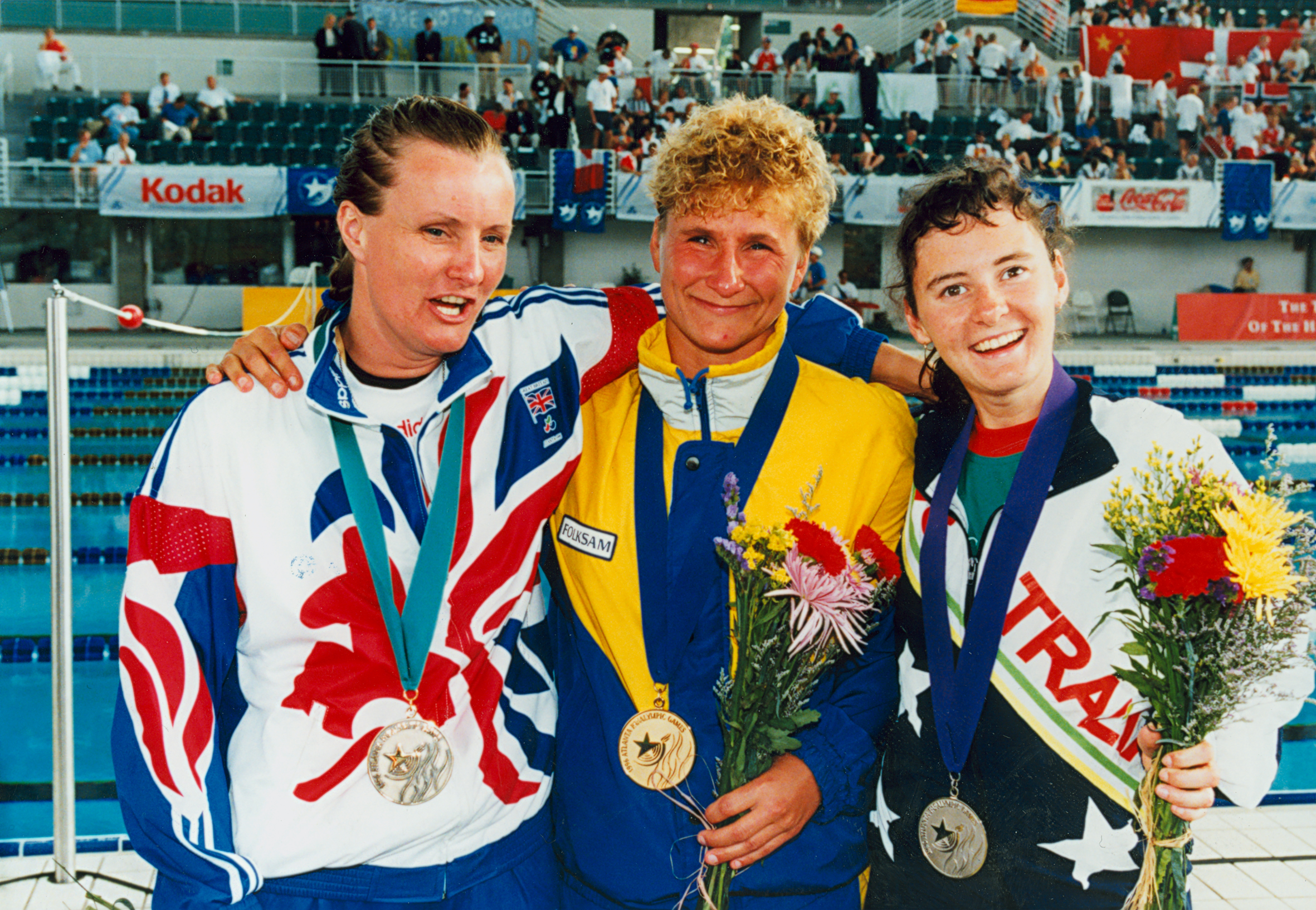
Tracy Cross junto con otras deportistas en Atlanta 1996.

Pronunció el juramento paralímpico en la ceremonia de apertura de los Juegos Paralímpicos de Sídney 2000. En la competición, recibió dos medallas de plata en los 100 m estilo libre S11 y los 400 m estilo libre S11, y una medalla de bronce en los 50 m estilo libre S11; también fue quinta en los 200 m estilo libre SM11, y octava en los 100 m estilo libre S11. and eighth in the Women's 100 m Backstroke S11 event.

## Reconocimiento
En 1993, Cross recibió la Medalla de la Orden de Australia por sus medallas de oro paralímpicas de 1992. En ese año, también recibió el Premio al Ciudadano del Año de Australia Occidental en la categoría de Jóvenes. El 14 de noviembre de 2000, recibió una Medalla Deportiva Australiana «Por el servicio al deporte como medallista de oro en los Juegos Paralímpicos». El 1 de enero de 2001 recibió una Medalla del Centenario «Por el servicio a la comunidad a través de la natación paralímpica». En 2009, fue incluida en el Salón de la Fama de la Natación de Australia Occidental.